# 莱州市
莱州市，旧名掖县，中华人民共和国山東省縣級市，煙台市代管。位於渤海萊州灣東岸。總面積1878平方公里，市人民政府駐文昌路街道府前街96号。
歷史上曾为過國、萊侯國、萊子國、掖邑地。西汉初年，即置掖縣，属东莱郡、光州、萊州、莱州府。1988年，掖县改县级莱州市。

## 行政区划
莱州市下辖6个街道办事处、11个镇：
文昌路街道、永安路街道、三山岛街道、城港路街道、文峰路街道、金仓街道、沙河镇、朱桥镇、郭家店镇、金城镇、平里店镇、驿道镇、程郭镇、虎头崖镇、柞村镇、夏邱镇和土山镇。

## 人口
根据第七次全国人口普查数据，截至2020年11月1日零时，莱州市常住人口824708人。

## 交通
- 206国道、 228国道过境。

## 地理
萊州市位於膠東半島的西北部，瀕臨萊州灣，東面分別和招遠市、萊西市接壤，東北與龍口市接壤，南面與平度市為鄰，西南面隔膠萊河與昌邑市隔河相望。

## 民族
有漢、滿、回、朝鮮等10個民族，其中少數民族不足萬分之一。

## 資源
- 礦藏資源主要有黃金、滑石、菱鎂石、大理石、鐵礦石、磷礦石、石灰石、螢石、水晶石、钾長石、綠冬石、石英石、銀、銅、鉬、鹵水。
- 水產資源主要有魚、蝦、貝、蟹、海参、藻類、海盐等。
- 土特產品有對蝦、文蛤、梭子蟹、大竹蟶四大名鮮，此外，还出产海肠、爬虾、扇贝、海参、大菱鲆养殖鱼。
- 麻渠大糖、面魚、羊湯等都是很有特色的小喫。
- 农业：莱州适合多种作物种植，粮食以小麦、玉米为主，历史上曾普遍种植过高粱。经济作物以苹果为主。

萊州資源類產業發展迅猛，但可持續發展類產業較弱。主要產業為糧食種植、蘋果種植、漁業、石材、黃金開採。萊州黃金儲量和石材資源豐富，但是淡水資源嚴重缺乏，沿海有人口居住地區的地下水普遍受海水倒灌影響，内地部分乡镇由于当地企业无节制排放污水而导致地下水污染，莱州淡水资源日益喪失飲用價值。
萊州有中國大陸最大的單體金礦床，探明總量580噸。

## 名勝古跡
有雲峰山、道士谷、三山島、芙蓉島。